# Jean-Baptiste Claes
Jean-Baptiste Claes (* 9. Februar 1937 in Lommel) ist ein ehemaliger belgischer Radrennfahrer, der von 1961 bis 1968 als Profi aktiv war.

## Karriere
Nach seinem 2. Platz bei der Internationalen Friedensfahrt 1960 wechselte er 1961 als Profi zum Team Wiel’s-Groene Leeuw.
Er erreichte viele zweite und dritte Plätze und fuhr auch große Rundfahrten mit. Die Tour de France beendete er 1962 auf Platz 52 und 1964 auf Platz 79. Den Giro d’Italia beendete er 1965 auf Platz 49 und 1968 gab er vorzeitig auf. 1967 gewann er den Großen Preis der Dortmunder Union-Brauerei.
1968 beendete er seine Karriere als aktiver Radsportler und widmete sich ab 1975 seinem Bekleidungsunternehmen JBC Clothing Company.

## Erfolge
1961
- eine Etappe Critérium du Dauphiné
- Grote 1-MeiPrijs

1962
- eine Etappe Vier Tage von Dünkirchen

1963
- Grand Prix de la ville de Zottegem

1967
- Grand Prix de Hannut
- Grand Prix Union Dortmund
- Harelbeke-Poperinge-Harelbeke

1968
- Grote Prijs Stad Vilvoorde